# De Havilland DH.93 Don
Il de Havilland DH.93 Don fu un aereo monoplano ad ala bassa, triposto e multiruolo, da utilizzare come addestratore e sviluppato dall'azienda aeronautica britannica de Havilland Aircraft Company negli anni trenta.

## Storia del progetto
Il Don fu realizzato seguendo le direttive emesse dall'Air Ministry nel documento T.6/26, ove si richiedeva alle aziende la fornitura di un velivolo addestratore multiruolo, monomotore e monoplano con telaio in legno. Il DH.93 Don nacque così per essere un addestratore per piloti, radio operatori e mitraglieri. Per questi ultimi era necessario montare sul velivolo una torretta di fuoco dorsale.

## Impiego operativo
Il prototipo, siglato L2387, volò la prima volta il 18 giugno 1937 e successivamente fu trasferito alla base aerea Martlesham Heath della RAF per essere sottoposto a diversi test dai militari. Nel corso delle varie prove venne aumentata la strumentazione di bordo, con un conseguente aumento di peso generale; per ridurre tale aggravio si decise quindi di eliminare la torretta dorsale. L'aereo fu ulteriormente modificato con l'aggiunta di piccole alette ausiliarie poste sotto i timoni di coda.
Nonostante le modifiche apportate, il velivolo venne considerato non idoneo come addestratore multiruolo e l'ordine originale di 250 esemplari venne ridotto a soli 50 mezzi di cui venti furono consegnati senza motore per essere utilizzati come addestratori a terra. Gli altri velivoli furono utilizzati come aerei da collegamento e per comunicazione e furono assegnati al 24º squadrone e ad altri centri di volo in tutta l'Inghilterra fino all'inizio del 1939, quando furono dismessi e utilizzati per formare personale di terra fino allo scoppio della Seconda guerra mondiale.

## Utilizzatori
Regno Unito
- Royal Air Force